# Каллистахис
Каллистахис (лат. Callistachys) — род растений семейства Бобовые, насчитывает около 80 видов.

## Виды
По информации базы данных The Plant List, род включает 7 видов:
- Callistachys aciculifera (Benth.) Kuntze
- Callistachys alpestris (F.Muell.) Kuntze
- Callistachys cordifolia (Andrews) Kuntze
- Callistachys hamulosa (Benth. ex A.Gray) Kuntze
- Callistachys lanceolata Vent.
- Callistachys microphylla (Benth.) Kuntze
- Callistachys procumbens (F.Muell.) Kuntze